# 赵盛奎
赵盛奎（1778—1839），清朝大臣，字菊言，直隶深州人。
嘉庆六年（1801年）拔贡，七年朝考一等，曾参与编订《钦定平定教匪纪略》，为《钦定平定回疆剿捦逆裔方略》的总纂官，为相国曹振镛、董诰重用。曾任军机章京、吏部考功司郎中、內閣侍讀學士、光祿寺卿、山東按察使、江寧布政使，与林则徐有交集。道光十五年（1835年）七月，以刑部右侍郎任军机大臣。八月，转任户部左侍郎。同时任钦差大臣，查案办差。道光十六年（1836年）六月，内召，七月，因办理儿女亲家白镕子白让卿、卢应翔之案被道光责罚，此案涉及大臣恩铭、邓廷桢、赛尚阿及已逝的昇寅，赵盛奎革去户部左侍郎和军机大臣，降为四品顶戴，以三品京堂候补。不久，再任太常寺卿、倉場侍郎、刑部右侍郎署户部左侍郎。道光十九年卒,卒年六十一，墓志由尚书何凌汉、进士彭邦疇撰。

## 家族
先世居山右之洪洞，明初徙居直隶，永年旋迁河北深州。
- 五世祖：赵秉谦。
- 曾祖：赵克中，字彦和，官房山县教谕。皆以赵盛奎贵赠从一品荣禄大夫。
- 祖父母：赵廷玠，字介玉，官四川重庆府经历，配张氏。皆以赵盛奎贵赠从一品荣禄大夫。
- 父母：赵德俶，字復初别字善亭，配贾氏、孙氏。皆以赵盛奎贵赠从一品荣禄大夫。
- 妻子：贾氏、范氏。
- 弟：赵盛举，早卒。
- 姐妹：四人。
- 子、侄：河南长葛知县趙家廉、两淮盐知趙家顗、赵家熙、赵家焘。
- 女、侄女：五人。一女嫁尚书白镕之子，一女嫁侍郎孙铭恩为继室。
- 孙：两人。
- 家族姻親有大臣王引之、白镕；好友恩銘、赛尚阿。